# Adolf Curiel
Adolf Frans Christiaan Curiel (Paramaribo, 21 november 1867 – aldaar, 20 november 1934) was een Surinaams ondernemer en politicus.

## Privéleven
Adolf Curiel werd alleen erkend door zijn moeder Henriëtte Paulina Petronella Curiel (1841-1901). De moeder van Henriëtte was slavin en dochter van de in Amsterdam geboren Mozes Curiel en Elisabeth Nar. Zijn zus Augusta Curiel werd bekend als fotograaf. Curiel was gehuwd met Juliette J.M. de Vries. Na diens overlijden trouwde hij in 1921 met Th.H. Tjon Sie Foek.
Curiel overleed in 1934 een dag voor hij 67 jaar zou worden. Hij werd begraven op 
Begraafplaats Lina’s Rust aan de Wanicastraat in Paramaribo, de begraafplaats waar eerder ook Juliette de Vries en hun doodgeboren kind waren begraven.

## Zakelijke activiteiten
Curiel richtte in 1891 de handelsonderneming Adolf F.C. Curiel & Co op. Hij hield kantoor aan de Waterkant nr. 80. Zijn onderneming hield zich bezig met de handel in balata, goud, cacao, koffie, hout en huiden. Hij had hiervoor enkele gespecialiseerde medewerkers in dienst.
De handelsmaatschappij was agent voor de Maatschappijen ter exploitatie van goud en andere edele metalen (Witte Water Placer Company). en vertegenwoordiger van Surinam Mineral Mining Cy en de N.V. Nederlandsch Surinaamsche Goud Maatschappij. Curiel was directeur van de N.V. Goudmaatschappij Brokolonko.
De onderneming bezat het agentschap voor verschillende verzekeringsmaatschappijen, zoals De Nederlanden van 1845 te ’s-Gravenhage, de Manufacturers Life Insurance Board of Underwriters of New York, de Compagnie Martimes de Bordeaux en de Nord Deutsche Lloyd.
Naast oprichter-eigenaar van de handelsmaatschappij was Curiel eigenaar van de plantages Krappahoek en De kinderen in Nickerie en de Landbouwmaatschappij Broederschap met een plantage aan de Saramacca.

## Politieke en maatschappelijke functies
Curiel vervulde enkele maatschappelijke functies. Hij was jarenlang lid van het armbestuur van de Hervormde Kerk in Suriname en lid van het bestuur van de Vereeniging tot bevordering van het Onderwijs. Curiel was voorzitter van de Raad van Beroep op de Huurwaardebelasting. Gedurende twee decennia was hij vice-consul van België in Suriname.
Curiel was politiek actief. Bij de tussentijdse verkiezingen in 1910 werd hij verkozen tot lid van de Koloniale Staten. Op 29 juni 1918 neemt hij samen met 9 andere statenleden ontslag als protest "tegen de wijze waarop in de Tweede Kamer op 10 April 1918 door sommige leden en de Regeering over de Koloniale Staten is gesproken bij de behandeling van de Sur. Begrooting voor 1919". Een maand later werden alle opgestapte Statenleden bij enkele kandidaatstelling herkozen met behoud van het jaar van aftreden. In 1920 nam Curiel alsnog ontslag bij de Koloniale Staten.